# Plagiomnium acutum
Plagiomnium acutum là một loài Rêu trong họ Mniaceae. Loài này được (Lindb.) T.J. Kop. mô tả khoa học đầu tiên năm 1975.